# 엑슨모빌
엑슨모빌(Exxon Mobil Corporation or ExxonMobil)은 미국의 석유 회사이다. 1999년 11월 30일 엑슨(Exxon)이 모빌(Mobil)을 835억 달러에 흡수합병하여 매출액 기준 세계 최대의 석유기업으로 재탄생했다. 본사는 텍사스주 어빙에 있다. 전 세계에 엑슨모빌의 상품은 엑슨(Exxon), 모빌(Mobil), 에쏘(Esso), 타이거 마트(Tiger Mart)라는 이름으로 유통되고 있다.
엑슨모빌은 실질적으로 스탠더드 오일의 후신이다. 스탠더드오일은 1870년 존 D. 록펠러가 동업자들과 함께 오하이오주의 클리블랜드에서 설립하였다. (→1870년~1911년의 역사에 대하여는 스탠더드 오일 참조) 1911년에 미국의 반트러스트법(반독점법) 위반으로 인해 저지스탠더드오일(엑슨), 캘리포니아스탠더드오일(셰브런), 뉴욕스탠더드오일(모빌) 등 34개의 독립회사로 해체되었다. 그 후 엑슨과 모빌은 석유 산업 시장권내에서 경합을 벌이다 1999년 엑슨이 모빌을 흡수합병하였다. 이는 당시 까지의 석유 산업 내 최고의 인수 비용을 들인 것으로서 이 결과 엑슨모빌은 세계 최대의 석유회사로서의 위치를 차지하게 되었으며 현재의 모습에 이르게 되었다. 적어도 1년에 한 번, 이사회는 CEO와 기타 주요 집행임원의 승계계획을 점검한다. 승계계획에는 평상시의 절차 뿐만 아니라 급작스러운 사고가 생긴 경우의 절차도 포함된다.

## 같이 보기
- 에소